# 7277 Klass
7277 Klass è un asteroide della fascia principale. Scoperto nel 1983, presenta un'orbita caratterizzata da un semiasse maggiore pari a 2,6157452 UA e da un'eccentricità di 0,2247258, inclinata di 3,79605° rispetto all'eclittica.